# Coupe de France 1999/2000
Der Wettbewerb um die Coupe de France in der Saison 1999/2000 war die 83. Ausspielung des französischen Fußballpokals für Männermannschaften. In dieser Spielzeit nahmen 6.096 Vereine aus Frankreich und seinen Übersee-Départements bzw. -territorien daran teil.
Nach Abschluss der von den regionalen Untergliederungen des Landesverbands FFF organisierten Qualifikationsrunden griffen im Zweiunddreißigstelfinale auch die 18 Erstligisten in den Wettbewerb ein. Ab dieser Runde wurde der Wettbewerb nach dem klassischen Pokalmodus ausgetragen; das heißt insbesondere, dass die jeweiligen Spielpaarungen ohne Setzlisten oder eine leistungsmäßige bzw. regionale Vorsortierung der Vereine aus sämtlichen noch im Wettbewerb befindlichen Klubs ausgelost werden und lediglich ein Spiel ausgetragen wird, an dessen Ende ein Sieger feststehen muss (und sei es durch Verlängerung und Elfmeterschießen), der sich dann für die nächste Runde qualifiziert, während der Verlierer ausscheidet. Auch das Heimrecht wurde für jede Begegnung durch das Los ermittelt, jedoch mit der Einschränkung, dass Klubs, die gegen eine mindestens zwei Ligen höher spielende Elf anzutreten hatten, automatisch Heimrecht bekamen.
Pokalsieger wurde der Titelverteidiger FC Nantes. Für die aufgrund ihrer Vereinsfarben so genannten „Canaris“ war es der dritte Erfolg im achten Endspiel. Die Berichterstattung allerdings beherrschte der Durchmarsch eines Außenseiters bis ins Finale: die Amateure des Calais Racing Union Football Club aus der viertklassigen Liga CFA standen dicht vor der ganz großen Überraschung. Auf dem Weg dorthin schaltete Calais zwei Erst- (Strasbourg, Bordeaux) sowie zwei Zweitligisten (Lille, Cannes) aus. Dagegen verblassten der Erfolg der ebenfalls viertklassigen Garde Saint-Ivy Pontivy (Erreichen des Achtelfinals) und die Tatsache, dass es mit Olympique Nîmes immerhin auch ein Zweitdivisionär unter die besten acht Teams gebracht hatte, weitgehend. Denn ein Verein, der nur in der vierthöchsten Klasse spielt, hatte in der Coupe de France noch nie zuvor das Endspiel erreicht.

## Zweiunddreißigstelfinale
Spiele zwischen 21. und 23. Januar 2000; die jeweilige Spielklassenzugehörigkeit wird mit D1, D2 und D3 für die Profiligen, CFA bzw. CFA2 für die beiden landesweiten sowie DH („Division d’Honneur“) für die oberste regionale Amateurligen angegeben.
| - RC Besançon D3 – RC Lens D1 2:1 - ES Segré CFA – Olympique Marseille D1 0:1 - Garde Saint-Ivy Pontivy CFA – Stade Brest CFA 1:0 - FCA Aurillac CFA – AS Cannes D2 0:1 - La Roche VF CFA – FC Toulouse D2 1:1 n. V. (4:5 i. E.) - Olympique Nîmes D2 – CS Louhans-Cuiseaux D2 2:0 - FA Carcassonne CFA2 – FC Nantes D1 1:4 - FC Tours CFA – Olympique Lyon D1 0:1 n. V. - Limoges Foot CFA – Paris Saint-Germain D1 3:4 - Olympique Saint-Quentin CFA – SC Bastia D1 1:0 - Grenoble Foot D3 – AS Saint-Étienne D1 1:2 n. V. - Thouars Foot D3 – AS Nancy D1 1:0 - FC Sochaux D2 – Le Havre AC D1 2:2 n. V. (2:4 i. E.) - OC Vannes CFA – AC Troyes D1 0:1 - US Marignane CFA2 – RC Strasbourg D1 0:1 - SC Amiens D2 – AJ Auxerre D1 1:0 | - FC Lorient D2 – HSC Montpellier D1 2:1 - Stade Rennes D1 – LB Châteauroux D2 2:0 - FC Gueugnon D2 – US Créteil D2 1:0 - USO Normande Mondeville CFA2 – ASOA Valence D2 0:2 - Stade Laval D2 – CS Sedan D1 0:0 n. V. (3:2 i. E.) - AS Baume-les-Dames CFA2 – AS Évry D3 1:1 n. V. (5:4 i. E.) - AS Lyon-Duchère DH – Chamois Niort D2 1:3 - SC Levallois CFA2 – Red Star Paris D3 0:1 - VEF Pacy D3 – FC Metz D1 0:2 - AS Porto Vecchio CFA – AS Vaulx-en-Velin CFA2 1:1 n. V. (4:3 i. E.) - Racing 92 Paris D3 – AS Monaco D1 0:1 - SC Schiltigheim CFA2 – Girondins Bordeaux D1 1:3 - FC Montceau DH – Vesoul Football CFA2 3:2 n. V. - Jeunes de Langon-Castets CFA2 – US Montagnarde CFA2 3:0 - ES Les Herbiers CFA2 – AFC Compiègne DH 3:0 - Calais RUFC CFA – OSC Lille D2 1:1 nV. (7:6 i. E.) |

## Sechzehntelfinale
Spiele am 11./12. Februar 2000
| - RC Besançon D3 – RC Strasbourg D1 2:2 n. V. (2:4 i. E.) - Olympique Marseille D1 – FC Gueugnon D2 3:4 - Garde Saint-Ivy Pontivy CFA – ASOA Valence D2 2:1 - Olympique Nîmes D2 – FC Toulouse D2 1:0 - Olympique Lyon D1 – AC Troyes D1 1:0 - Olympique Saint-Quentin CFA – FC Metz D1 1:3 n. V. - AS Saint-Étienne D1 – FC Lorient D2 0:0 n. V. (3:4 i. E.) - Thouars Foot D3 – AS Monaco D1 1:2 | - SC Amiens D2 – Stade Laval D2 1:1 n. V. (5:3 i. E.) - AS Baume-les-Dames CFA2 – Paris Saint-Germain D1 0:2 - Chamois Niort D2 – AS Cannes D2 0:3 - Red Star Paris D3 – Le Havre AC D1 1:0 - AS Porto Vecchio CFA – Girondins Bordeaux D1 1:4 - FC Montceau DH – FC Nantes D1 0:6 - ES Les Herbiers CFA2 – Stade Rennes D1 0:4 - Calais RUFC CFA – Jeunes de Langon-Castets CFA2 3:0 |

## Achtelfinale
Spiele zwischen 3. und 5. März 2000
| - RC Strasbourg D1 – Paris Saint-Germain D1 1:0 - Garde Saint-Ivy Pontivy CFA – AS Monaco D1 0:4 - Olympique Nîmes D2 – SC Amiens D2 2:0 - Red Star Paris D3 – Olympique Lyon D1 1:2 | - Girondins Bordeaux D1 – FC Metz D1 1:0 - FC Nantes D1 – FC Gueugnon D2 0:0 n. V. (5:3 i. E.) - Stade Rennes D1 – FC Lorient D2 3:2 - Calais RUFC CFA – AS Cannes D2 1:1 n. V. (4:1 i. E.) |

## Viertelfinale
Spiele am 18./19. März 2000
| - Olympique Lyon D1 – AS Monaco D1 1:3 - Girondins Bordeaux D1 – Olympique Nîmes D2 1:0 | - FC Nantes D1 – Stade Rennes D1 2:1 n. V. - Calais RUFC CFA – RC Strasbourg D1 2:1 |

## Halbfinale
Spiele am 12. April 2000
| - AS Monaco D1 – FC Nantes D1 0:1 | - Calais RUFC CFA – Girondins Bordeaux D1 3:1 n. V. |

## Finale
Spiel am 7. Mai 2000 im Stade de France vor 78.717 Zuschauern
- FC Nantes – Calais RUFC 2:1 (0:1)

### Mannschaftsaufstellungen
FC Nantes: Mickaël Landreau  – Jean-Marc Chanelet, Nicolas Gillet, Néstor Fabbri, Salomon Olembé – Éric Carrière, Mathieu Berson, Charles Devineau (Olivier Monterrubio, 69.), Alioune Touré (Alain Caveglia, 73.) – Antoine Sibierski, Frédéric Da Rocha
Trainer: Raynald Denoueix
Calais RUFC: Cédric Schille – Jocelyn Merlen, Fabrice Baron, Réginald Becque , Grégory Deswarte – Cédric Jandau, Christophe Hogard, Grégory Lefebvre (Stéphane Canu, 54.), Emmanuel Vasseur – Mickaël Gérard, Jérôme Dutitre (Mathieu Millien, 54.; Benoît Lestavel, 93.)
Trainer: Ladislas Lozano
Schiedsrichter: Claude Colombo (Nizza)

### Tore
0:1 Dutitre (34.)

1:1 Sibierski (49.)

2:1 Sibierski (90., per Foulelfmeter)

### Besondere Vorkommnisse
Nantes’ Spielführer Landreau war von der Leistung der Amateure derart beeindruckt, dass er deren Kapitän Becque entgegen dem Protokoll auf die Ehrentribüne mitnahm, wo er den Pokal aus den Händen von Staatspräsident Jacques Chirac empfing.